# Raketno modelarstvo
Raketno modelarstvo je hobi koji podrazumeva sastavljanje modela malih raketa koje se kasnije lansiraju. Osnovni model rakete se sastoji iz 6 većih delova: glava, trup, rep, stabilizatori, padobran traka i motor. Najpre se na trup rakete lepi rep koji sadrži prostor za motor i preko kojeg se učvršćuju stabilizatori. Unutar trupa se nalazi padobran traka ispod kojeg je čep koji izbacuje padobran traku kroz glavu rakete pri ispaljivanju. Motor se sastoji iz pogonskog dela i dela koji se prazni pri padu rakete. Svake godine se u okviru predmeta "Tehnicko obrazovanje" organizuju takmicenja iz svih vrsta modelarstva, pa i iz raketnog. Cilj je da raketa provede što je više moguće vremena u vazduhu. Onda kad trajanje leta predje jedan minut, računa se da je let dostigao maksimalni broj poena. U Srbiji je danas rekorder u raketnom modelarstvu Jana Krstić koja je svoj rekord postigla na republičkom takmičenju 2008. godine, dok je njen otac, Mile Krstić držao rekord u bivšoj Jugoslaviji od 13,38 minuta.